# Cattleya quadricolor
Cattleya quadricolor là một loài thực vật có hoa trong họ Lan. Loài này được Lindl. mô tả khoa học đầu tiên năm 1850.

## Hình ảnh

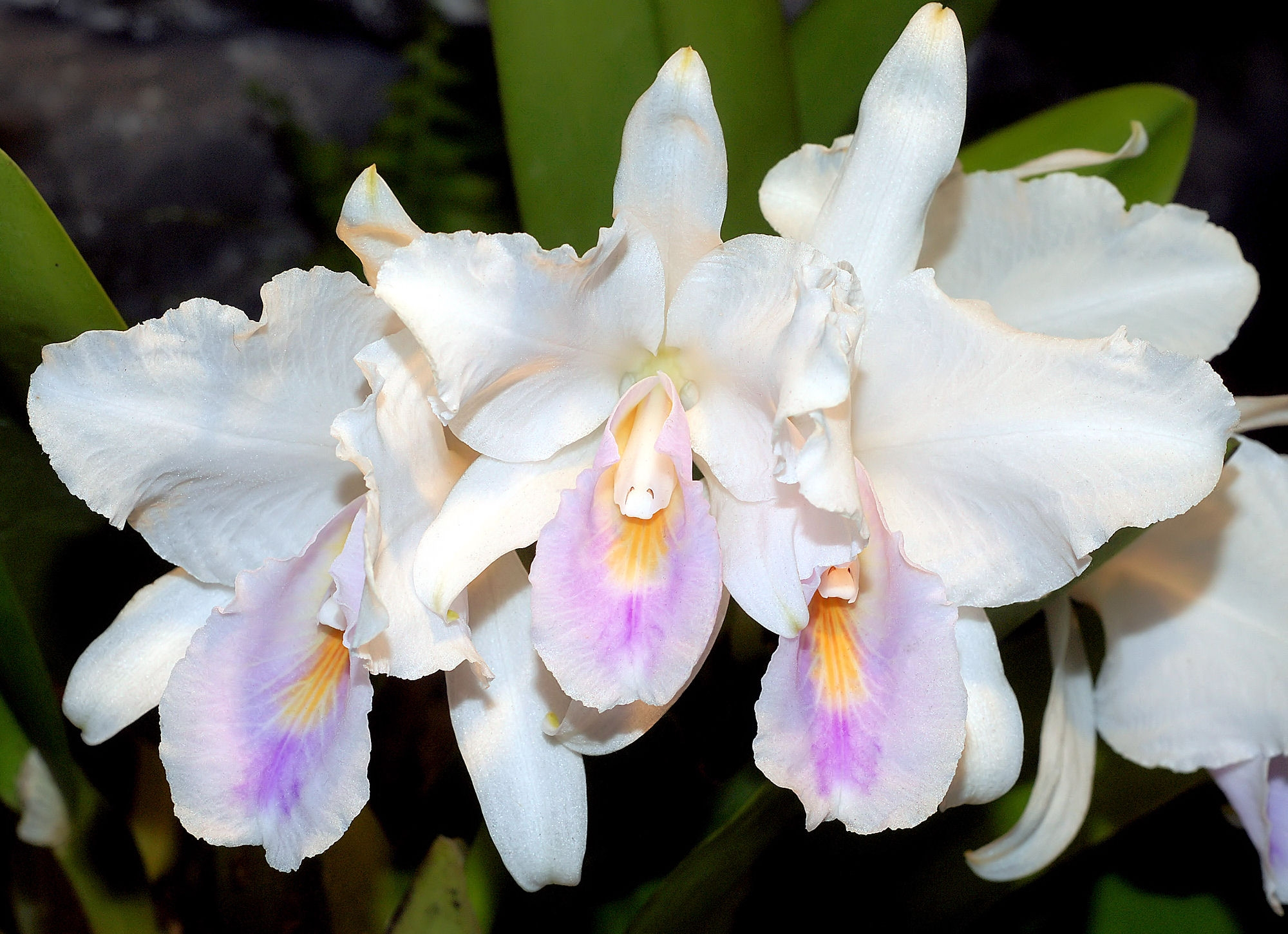
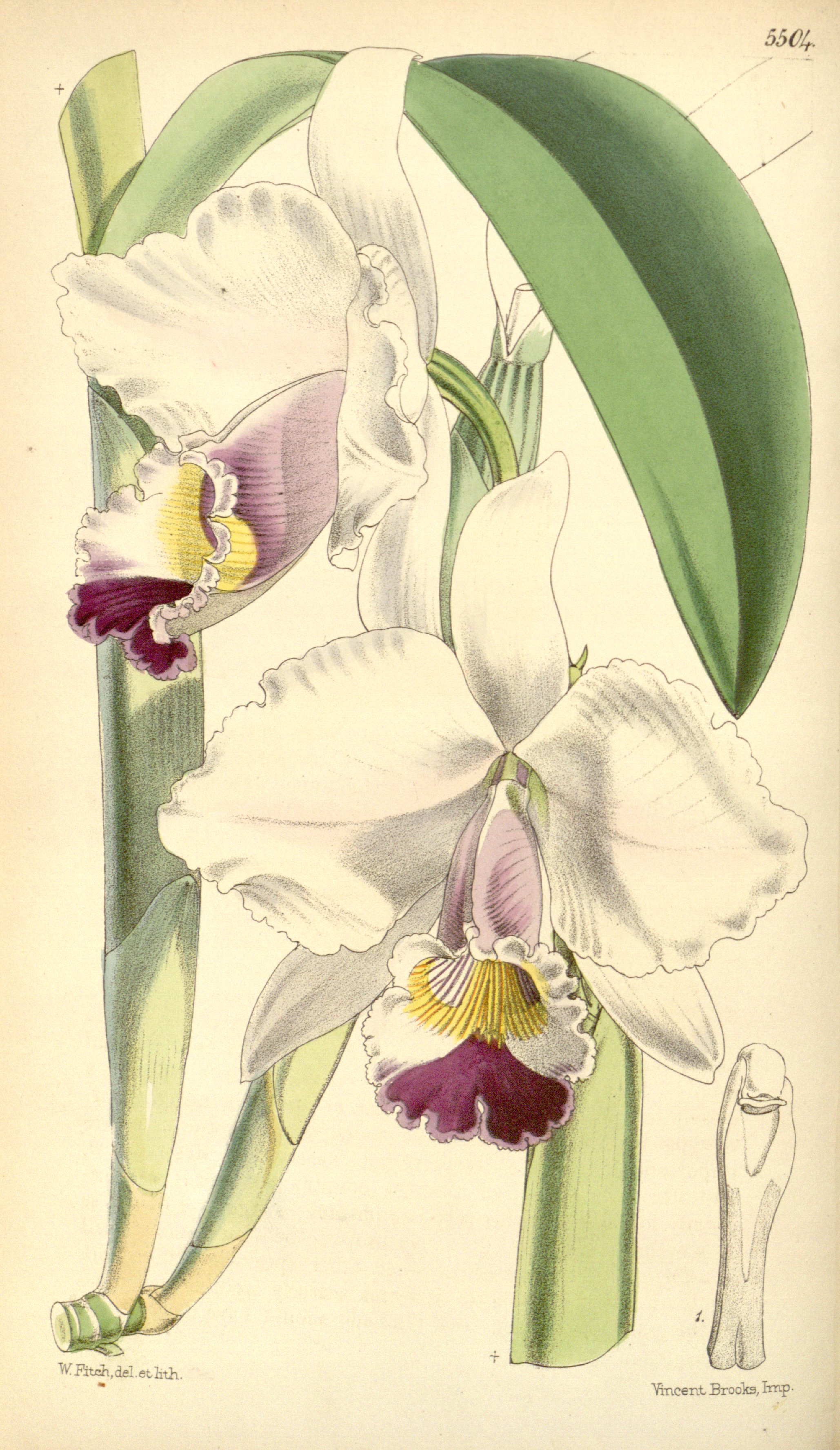